# Vladimir Vasilyevich Smirnov
Vladimir Vasilyevich Smirnov (Imperio ruso, 4 de julio de 1849 - Pyatigorsk, RSFS de Rusia; 1 de noviembre de 1918) fue un general de infantería del Ejército Imperial Ruso quien fue comandante de división, cuerpo y ejército de campo. Luchó en la guerra ruso-turca de 1877-1878 y en la I Guerra Mundial.

## Biografía
Nacido el 4 de julio de 1849, Smirnov empezó su educación en el Cuerpo de Cadetes de Polotsk, y después fue transferido a la Escuela Militar Pavlovsk el 23 de agosto de 1865. El 17 de junio de 1867 se graduó como teniente segundo y fue asignado al 28º Regimiento de Infantería de Polotsk. El 17 de julio de 1867, recibió su promoción a enseña y fue transferido a la Guardia Leib del Regimiento de Moscú, en la que fue promovido sucesivamente a teniente segundo el 17 de abril de 1870, teniente el 30 de agosto de 1872 y capitán el 30 de agosto de 1872.
En 1874, Smirnov se graduó segundo de su clase del curso de ciencias de la Academia de Estado Mayor Nikolayev y fue asignado al cuartel general del Distrito Militar de Járkov. El 5 de marzo de 1875 fue nombrado adjunto sénior en los cuarteles de la 36ª División de Infantería y mientras estuvo ahí recibió una promoción a capitán el 13 de abril de 1875. El 1 de diciembre de 1875 se convirtió en asistente en el cuartel militar del Distrito Militar de Járkov.
El 4 de noviembre de 1876, Smirnov asumió el puesto de adjunto sénior en el cuartel general del 7º Cuerpo de Ejército, en cuyos rangos tomó parte en la guerra ruso-turca de 1877-1878, sirviendo a partir del 11 de noviembre de 1877 en el cuartel general del Distrito Militar de Odesa. Por su distinguido servicio en ese conflicto le fue concedida la Orden de Santa Ana de 3ª clase.
Smironov fue promovido a teniente coronel el 16 de abril de 1878 y a coronel el 12 de abril de 1881. Entre el 1 de agosto hasta el 15 de septiembre de 1881 comandó un batallón en el 57.º Regimiento de Infantería Modlinsky. Nombrado jefe de Estado Mayor de la 5.ª División de Infantería el 20 de julio de 1884, Smirnov pasó casi siete años en ese puesto. El 1 de abril de 1891, tomó el mando del 131.er Regimiento de Infantería en Tiraspol.
El 26 de febrero de 1894, Smirnov fue promovido a mayor general por su distinguido servicio y fue nombrado jefe de Estado Mayor del 9.º Cuerpo de Ejército. El 4 de julio de 1901 fue designado oficial comandante de la 18.ª División de Infantería, y el 6 de diciembre de 1901 fue promovido a teniente general. El 9 de julio de 1906, Smirnov se convirtió en oficial al mando del 2º Cuerpo de Ejército Siberiano.
El 13 de abril de 1908, Smirnov fue promovido a general de infantería, y el 28 de julio de 1908 asumió el mando del 20 Cuerpo de Ejército.

### I Guerra Mundial
Cuando el Imperio ruso entró en la I Guerra Mundial el 1 de agosto de 1914, Smirnov todavía estaba al mando del 20º Cuerpo de Ejército. Por su distinguido servicio en el frente, le fue concedida la Orden de San Jorge de cuarta clase el 25 de octubre de 1914. El 20 de noviembre de 1914, Smirnov asumió el mando del 2º Ejército, siendo confirmado en este puesto el 5 de diciembre de 1914.
En marzo de 1916, Smirnov fue forzado a abandonar el frente debido a una grave enfermedad, y el 2º Ejército que asestó el principal golpe contra las fuerzas del Ejército Imperial Alemán durante la Ofensiva del lago Naroch, fue transferido al mando del General Alexander Ragoza.
En marzo de 1917, Smirnov relevó al General Aleksei Evert como comandante del frente occidental. Un subordinado, V. Dzhunkovsky, lamentó el fin del prolongado tour de Smirnov como comandante del 2º Ejército y recordó: "La salida del comandante del 2º Ejército, General Smirnov: El mismo día publiqué una orden de despedida del comandante del ejército, el digno General Smirnov, quien recibió un destino diferente. Lamenté mucho la salida de este honesto y noble general."
El mando de Smirnov del frente occidental fue breve. El 8 de abril de 1917, fue reasignado al Ministerio de Guerra, y el 22 de abril de 1917 se convirtió en miembro del Consejo Militar del Ministerio de Guerra.

### Guerra civil rusa
Tras la Revolución de Octubre, Smirnov se trasladó de Petrogrado a la región de Mineralnye Vody. En septiembre de 1918, durante la guerra civil rusa, fue tomado como rehén por el Ejército Rojo y el 1 de noviembre de 1918, junto con los generales Nikolai Ruzsky, Radko Dimitriev, entre otros, fue fusilado en Pyatigorsk. Según otras fuentes, fue fusilado por los bolcheviques en Kiev en algún momento entre febrero y abril de 1919.

## Condecoraciones
- Orden de Santa Ana, 3ª Clase (1878)
- Orden de San Estanislao, 2ª Clase (1883)
- Orden de Santa Ana, 2ª Clase (1887)
- Orden de San Vladimir, 4ª Clase (1891)
- Orden de San Vladimir, 3ª Clase (1897)
- Orden de San Estanislao, 1ª Clase (1900)
- Orden de Santa Ana, 1ª Clase (1904)
- Orden de San Vladimir, 2ª Clase (6 de diciembre de 1911)
- Orden de San Jorge, 4ª Clase (25 de octubre de 1914)
- Orden del Águila Blanca (1914)